# Gregor Rozman
Gregor Rozman, ustvarjalec in pisatelj, * 1974, Ljubljana.

## Življenjepis
Gregor Rozman je leta 1996 v Ljubljani diplomiral na Fakulteti za upravo z diplomsko nalogo Upravni razvoj Vojvodine Kranjske.
Živi v Medvodah, kjer se je po končanem študiju zaposlil v lokalni samoupravi na področju družbenih dejavnosti.
Ukvarja se z računalniško glasbo, oblikovanjem spletnih predstavitev, sodeluje v umetniških večpredstavnostnih projektih in piše kratko prozo ter to tudi objavlja; zadnje čase pa piše predvsem eksperimentalno kratko prozo in vodi projekt Branja drevesom.

## Literarno delo
Objavljal je v revijah Literatura in Mentor, Sejalec, Mag in različnih literarnih spletnih glasilih, kot so Airbeletrina, Locutio in Društvo SS (projekt Kibor - zvočno leposlovje).
Leta 2008 je bil na festivalu mlade literature Urška izbran za najboljšega začetniškega pisatelja, pri reviji Mentor pa je leta 2009 izšla njegova prva zbirka kratke proze z naslovom crux.ansata.
Pri Cankarjevi založbi je leta 2011 izdal drugo zbirko kratke proze pod naslovom Tapkanje na mestu. Zbirka je doživela pet kritiških odzivov v medijih, odlikuje pa jo neposreden in grob način govorice, ki predvsem uspešno združuje pogovorni in knjižni jezik.
Po drugi knjižni izdaji se je ukvarjal z eksperimentalno kratko prozo in napisal še dve zbirki, ki pa nista izšli, nekaj osnutkov je objavljal na družabnih omrežjih in literarnih prireditvah.
Od leta 2015 z gozdarjem Jakobom Šubicem vodi Branja drevesom, s katerimi se pesniki in pisatelji v času dneva knjige in zemlje, 22 in 23. aprila, odpravijo v gozd, kjer v zahvalo za papir in knjige berejo drevesom svojo izvirno poezijo ter prozo (gre za branje avtorskega leposlovja v gozdu). Pobuda ima tudi bolj eterično plat, saj znanost že več desetletij raziskuje komunikacijo med človekom in rastlinami, ki se zavedajo njegove prisotnosti. Branja drevesom pa ne zapirajo vrat bralcem, ki sicer ne pišejo, saj nagovarjajo vse, ki radi berejo, da odnesejo svoje najljubše knjige v gozd in iz njih berejo drug drugemu ter drevesom.
V letu 2017 je s scenaristom in dramaturgom Janezom Vencljem sprejel izziv režiserja Branka Kraljeviča za pripravo popolnoma spremenjene različice besedila komedije Niccola Machiavellija - Mandragola. Besedilo Medragola je istega leta doživelo bralno uprizoritev v gledališču KUD Fofité.
Leta 2018 se je podpisal kot avtor besedila popevke Druga reka, ki jo je uglasbil Marko Mozetič - Mozo. Popevko je kot Medvoški song istega leta večkrat izvedel orkester Godbe Medvode, v oddaji Prizma optimizma pa je swing različico zaigral tudi Big Band RTV Slovenija s pevko Ivo Stanič.